# Dobrá Voda (Jablonec nad Nisou)
Dobrá Voda (německy Gutbrunn), místními nazývaná též Horní Dobrá Voda, je osada, základní sídelní jednotka města Jablonec nad Nisou v místní části Vrkoslavice. Leží východně od vrcholu Hradešína ve výšce 625 m n. m. Žije zde asi 90 obyvatel.

## Historie
Osada Dobrá Voda vznikla na přelomu 18. a 19. století. Zatímco na mapách prvního vojenského mapování je v místech dnešní osady ještě jenom les, na katastrální mapě Rádla z roku 1843 lze již napočítat 10 dřevěných domů. Osada ale ještě nemá samostatný název, je označena jako část obce Kokonín (Kukaner Gränze).
V severní části osady je zakreslena velká zděná budova lázní, označená jako Badehaus. Lázně využívaly zdroj údajně léčivé vody nazývaný Gutbrunn (Dobrá Studnice) na severní straně osady. Název se poprvé objevil na mapách druhého vojenského mapování. Pojmenování Gutbrunn pak postupně začali používat lidé z okolních obcí jak pro osadu na vrcholu při prameni, tak pro další osadu ležící již v katastru Rychnova u Jablonce nad Nisou na jižním úpatí Hradešína. Obě osady měly v roce 1771 celkem 17 domů.
Je zajímavé, že při určování hranic katastrálních území sousedních obcí Rádlo a Rychnov u Jablonce nad Nisou byla osada na vrcholu Hradešína připojena ke vzdálenějšímu Rádlu. Podle rychnovské kroniky se tak stalo proto, že tehdejší starosta Rychnova byl unaven nezbytnou pochůzkou po jižních hranicích své obce a odmítl doprovázet komisaře dále do kopce na severní straně katastru. K rozvoji osady přispěla stavba silnice v roce 1900, která spojovala Rádlo přes dnešní Dolní Dobrou Vodu s Vrkoslavicemi. V tom roce měly obě osady 30 domů a 170 občanů. Po vzniku Československa obdržela osada také český název Dobrá Studnice.
Před druhou světovou válkou byla osada celá německá. Po roce 1945 začali noví obyvatelé osady užívat název Dobrá Voda, změna názvu však není stvrzena vyhláškou Ministerstva vnitra ČSR. Osada zůstala součástí vzdáleného Rádla, se kterým měla obtížné spojení. Proto po dohodě MNV Rádlo a MNV Vrkoslavice došlo v roce 1960 k připojení Dobré Vody k Vrkoslavicím, které byly o dva roky později sloučeny s Jabloncem nad Nisou.

## Současnost
Protože osada leží na samém okraji města Jablonce a je obklopena lesy a loukami, staví se zde nové rodinné domy. Obyvatelé v současnosti požadují připojení osady na autobusovou síť městské hromadné dopravy.
Dobrá Voda je ze západu přístupná po silnici III/2878, která odbočuje ze silnice I/65 na úpatí Hradešína, z východu místními komunikacemi z Vrkoslavic. Přes Dobrou Vodu vede cyklostezka Odra-Nisa, která je nejpoužívanější v regionu. Dále Dobrou Vodou vede Rychnovská severo-jižní spojka, Jablonecký vyhlídkový okruh, Nová hřebenovka a Dobrovodský okruh. Celá oblast je intenzivně využívána pro cykloturistiku. Na Dobré Vodě je také první zastavení Naučné stezky manželů Scheybalových s informačním panelem.

### Ski areál Dobrá Voda
Dobrá Voda je dnes známá svým Ski areálem, který nabízí slalomový svah dlouhý 300m svahů (600 m n. m. - 520 m n. m.), vlek TATRAPOMA, parkovište a hospůdku.
Na východní polovině svahu byl vybudován bikepark (JBC Bikepark) s fourcrossovou tratí, na které byl v roce 2013 uspořádán závod světové série 4X Pro Tour. Areál i vlek je tak využíván v zimě i v létě.

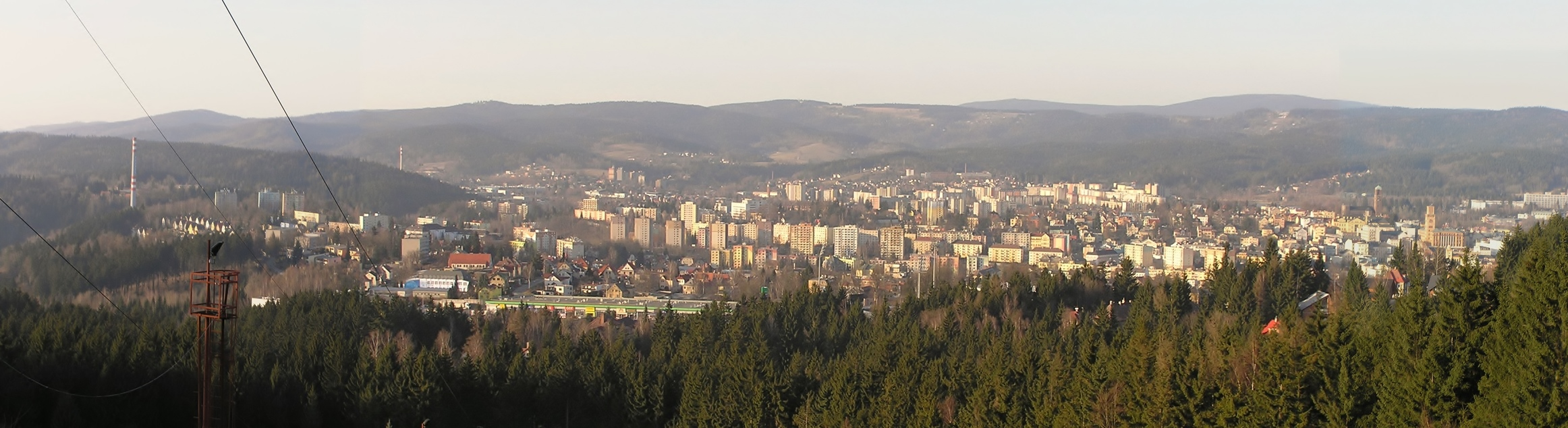
Pohled na Jizerské hory a Jablonec nad Nisou z horní části Ski areálu Dobrá Voda

## Pamětihodnosti

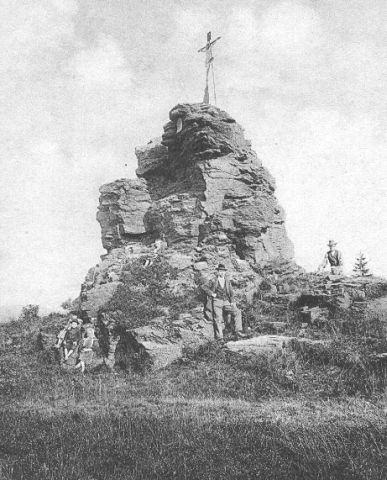
Vyhlídka (kolem roku 1910)

- Zaniklé lázně a hostinec Gutbrunnwarte

Rychnovská kronika uvádí, že lázně založil a postavil ve druhé polovině 18. století ranhojič Johann Laska.
Po smrti Johanna Lasky zdědila lázně jeho dcera, která je později prodala Antonu Langovi z Rýnovic. Dědicové Antona Langa lázeňský provoz zrušili a budovu proměnili na výletní hostinec s překrásnou vyhlídkou na Jizerské hory a Jablonec nad Nisou. Místo se stalo oblíbeným cílem vycházek jabloneckých měšťanů a proto zde majitel Lang zde postupně vybudoval tzv. Gutbrunnwarte, honosnou stavbu s několika sály, zahradní restauraci a vyhlídkovou věží. Společenské změny po roce 1948 způsobily také zkázu slavného Langova hostince. Objekt byl vyklizen a využíván jako drůbežárna a sklad obilí a roku 1966 byl zbourán
- Kaple Panny Marie

Stavba kaple probíhala v letech 1895–1896, k jejímu  vysvěcení došlo 28. 6. 1896. V letech 1931 až 1932 byla stavebně rozšířena a znovu vysvěcena 21. 8. 1932. V malém parčíku před kaplí je litinový kříž, patrně donace místního sedláka Paula Seibotha. Kříž byl postaven v osadě u cesty a 22. července 1860 byl rychnovským farářem posvěcen.
- Pomník obětem 1. světové války

Památník byl v roce 1926 vybudován před hostincem Gutbrunnwarte. Je přes tři metry vysoký s deskami z leštěné žuly, na přední desce je nápis: Für unsere im Weltkriege 1914 - 1918 gefallenen und verstorbenen Heimatsöhne errichtet durch den Ortsverschönerungs Verein und Deutsche Tischgesellschaft Gutbrunn. (Naší vlasti synům padlým a zemřelým ve světové válce 1914 - 1918 pořídily Místní okrašlovací spolek a Německá stolní společnost Dobrá Voda.) Na zadní straně pomníku je deska s devatenácti jmény padlých.
- Vyhlídka (Schnuppstein)

Malá, asi sedm metrů vysoká rulová skalka, poslední zbytek metamorfovaných hornin, které pokrývaly žulový masiv Hradešína. V roce 1902 členové jablonecké sekce Německého horského spolku pro Jěštědské a Jizerské hory (Deutscher Gebirgsverein für das Jeschken- und Isergebirge) zpřístupnili její vrchol. Vyhlídka byla v roce 1995 registrována jako významný krajinný prvek č. 79 Rulové černé skalisko na Dobré Vodě.
Západně od Vyhlídky je zajímavá stavba dnes již nepoužívaného zemního vodojemu.

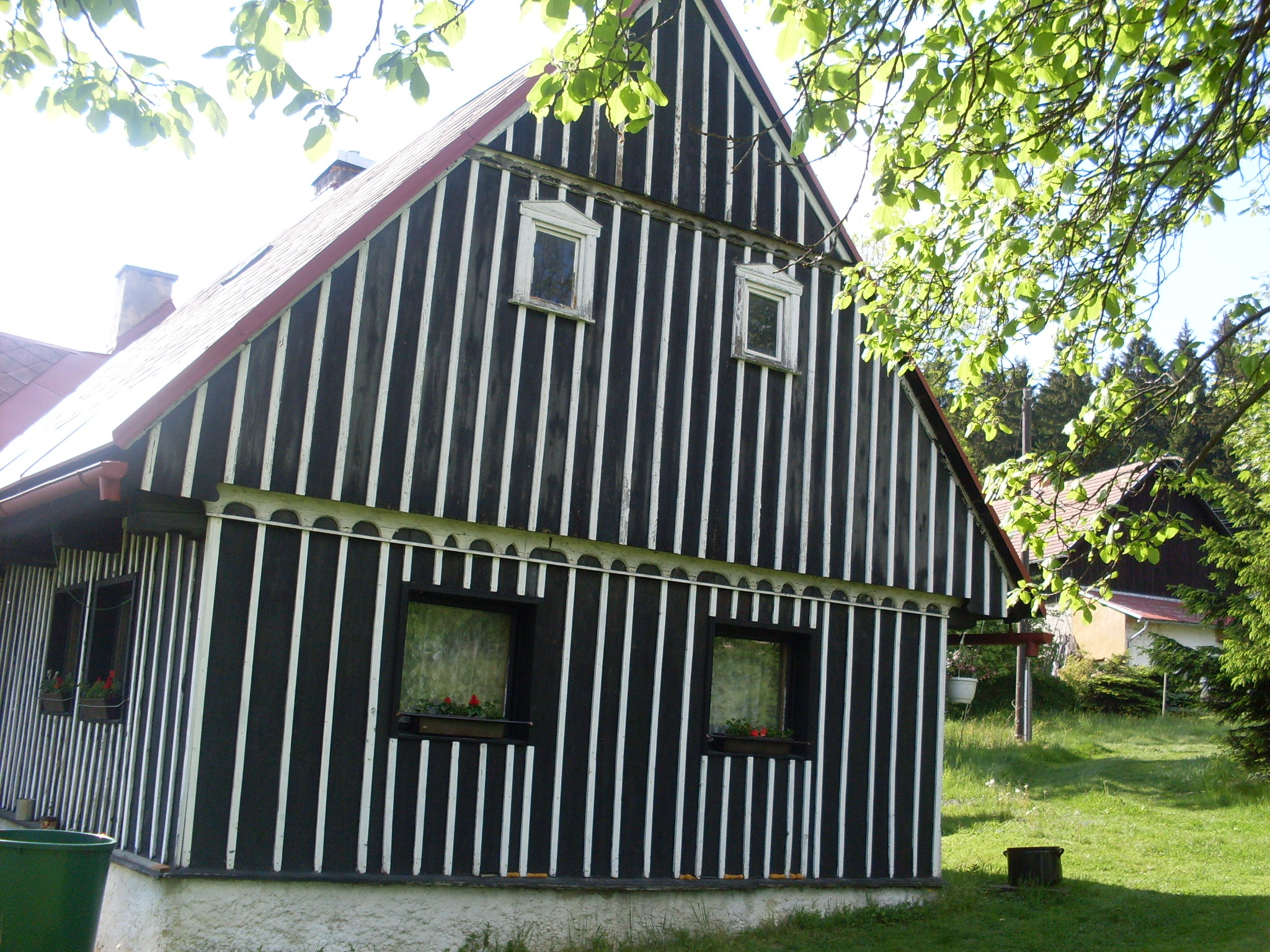
Roubenka na Dobré Vodě
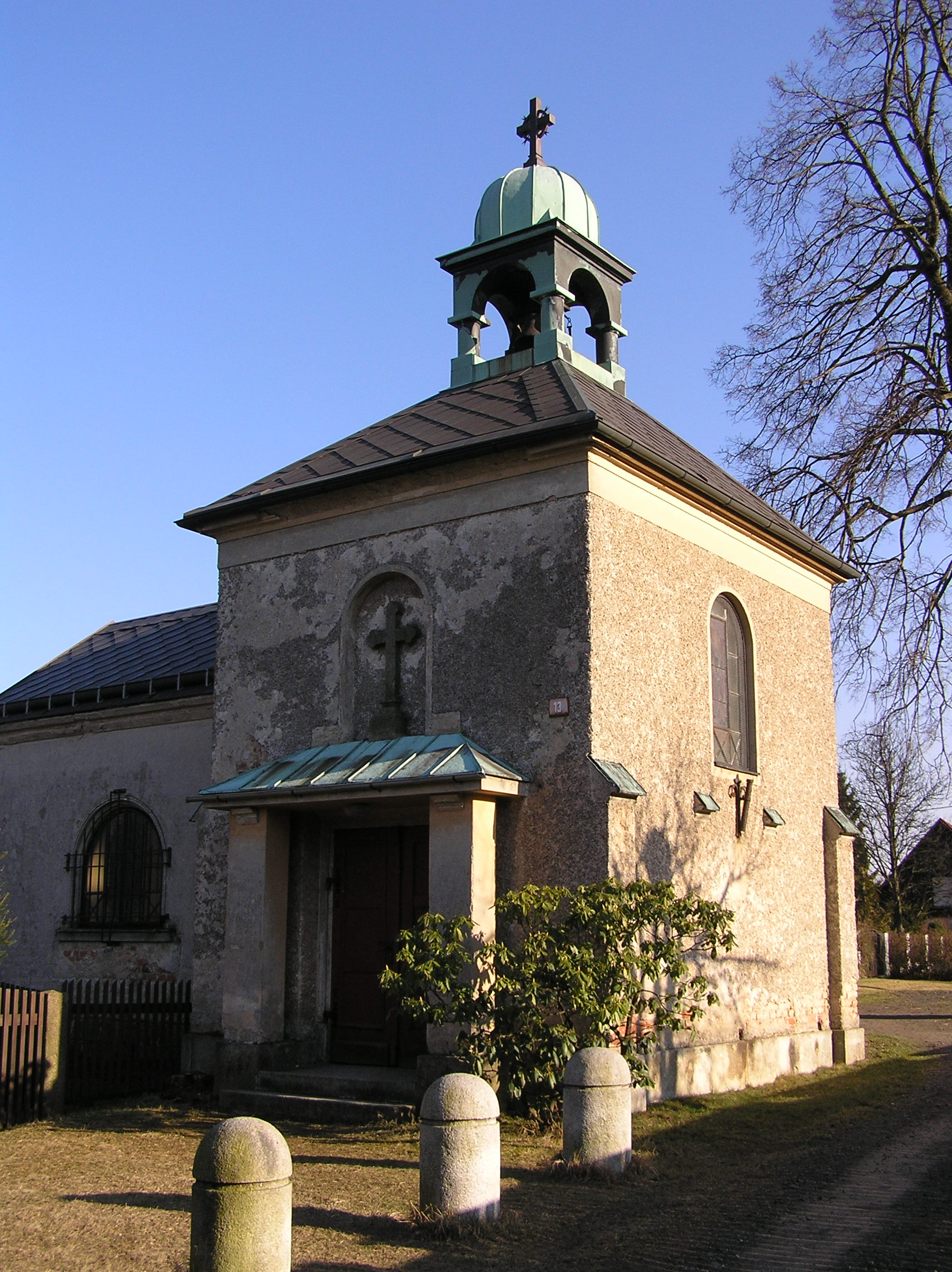
Kaple Panny Marie
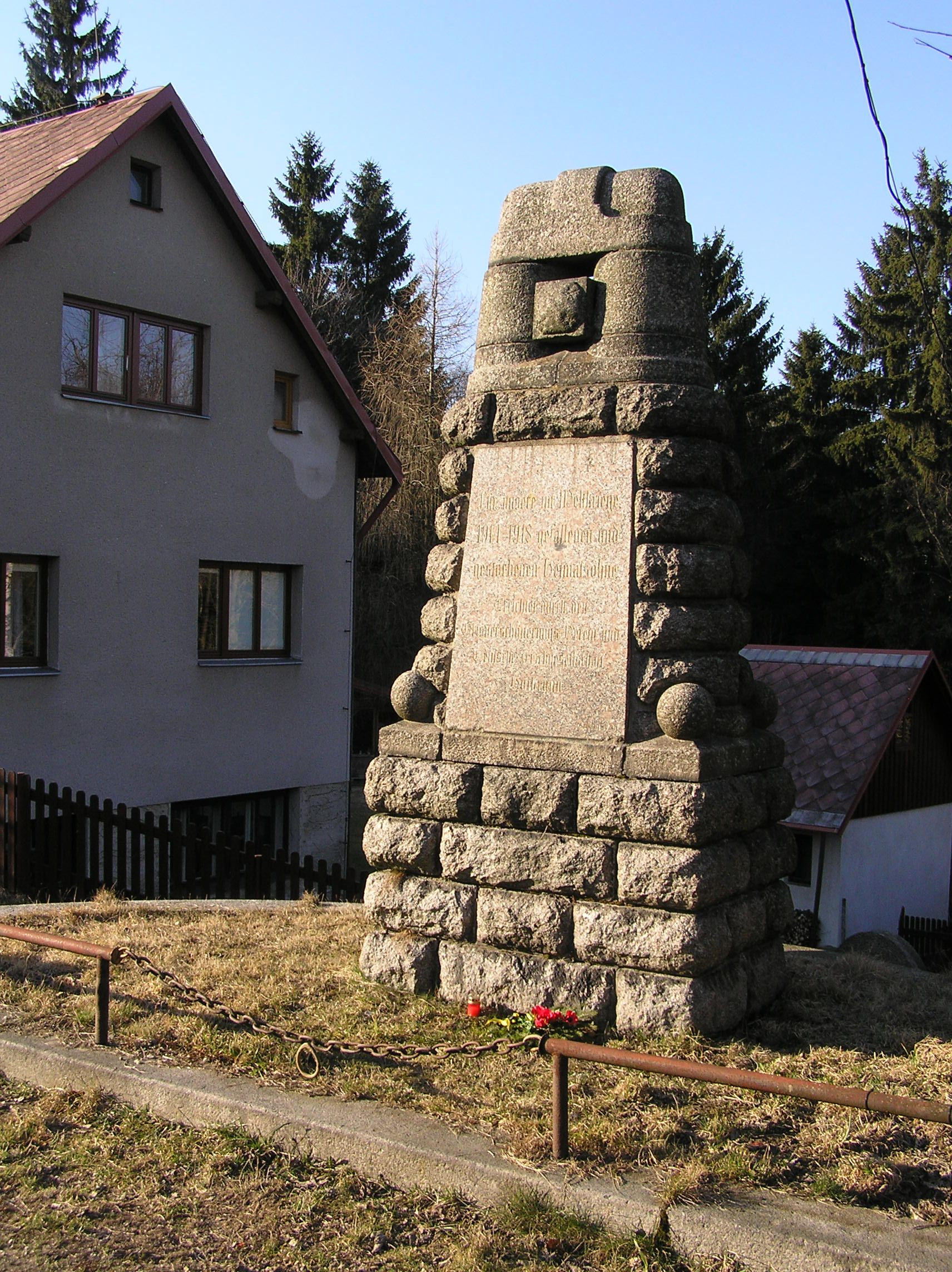
Pomník padlým v 1. světové válce
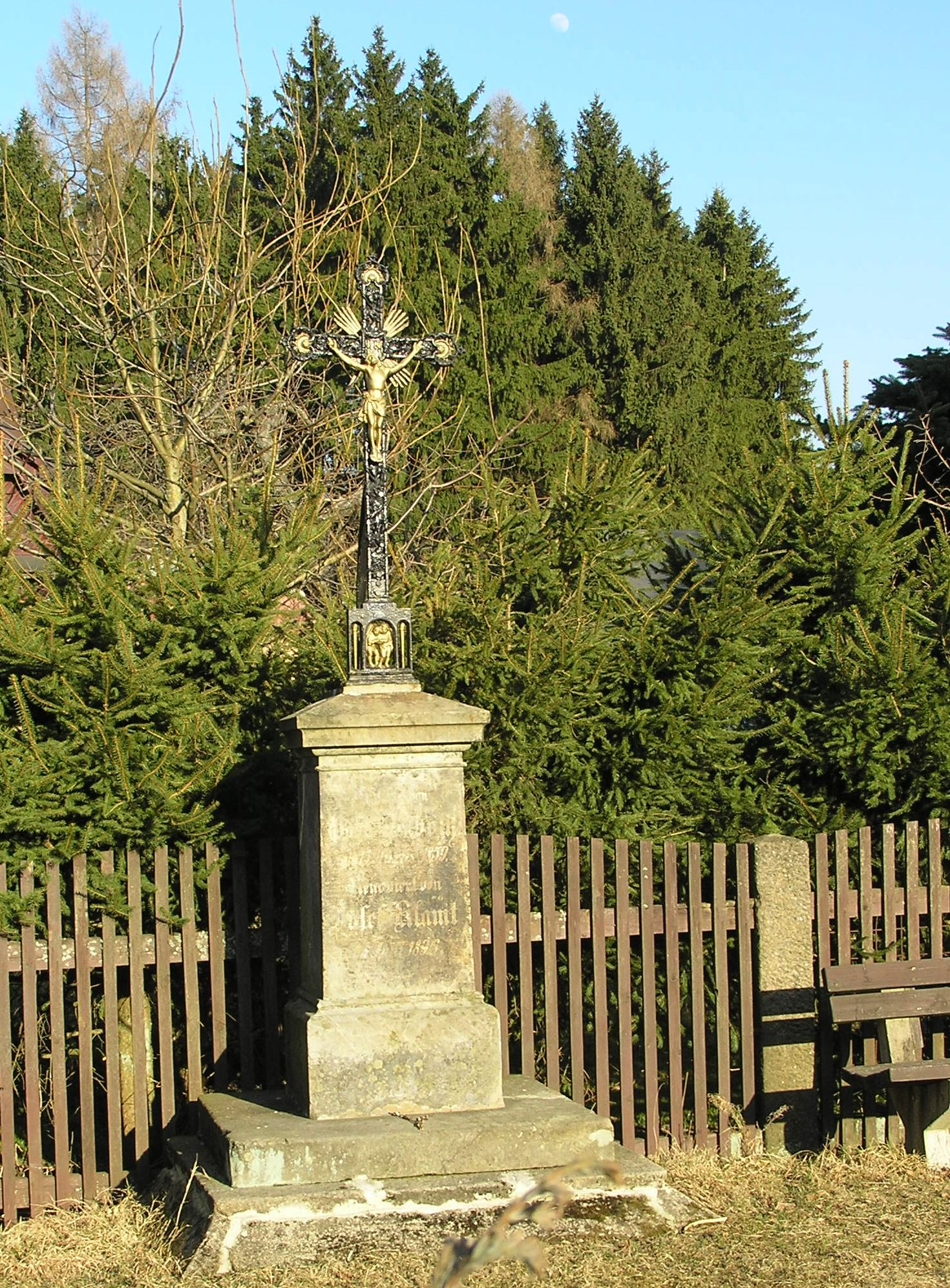
Kříž u kaple
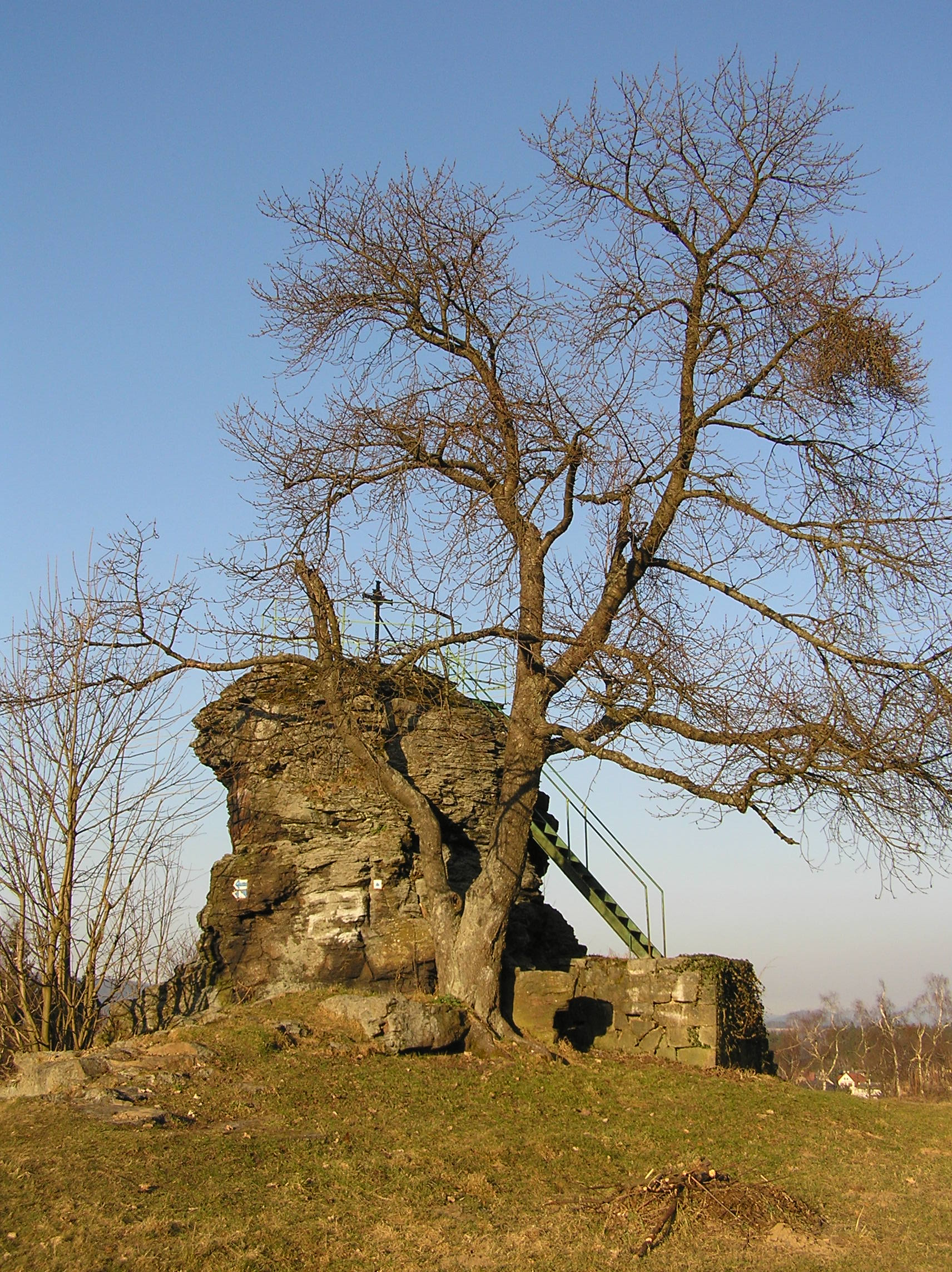
Vyhlídka na Dobré Vodě